# Cockburnspath
Cockburnspath är en ort i Storbritannien.   Den ligger i kommunen Scottish Borders och riksdelen Skottland, i den centrala delen av landet, 500 km norr om huvudstaden London. Cockburnspath ligger 74 meter över havet och antalet invånare är 412.
Terrängen runt Cockburnspath är platt söderut, men åt sydväst är den kuperad. Havet är nära Cockburnspath åt nordost. Runt Cockburnspath är det glesbefolkat, med 14 invånare per kvadratkilometer. Närmaste större samhälle är Dunbar, 12,1 km nordväst om Cockburnspath. Trakten runt Cockburnspath består i huvudsak av gräsmarker.